# أيومي يوشيدا
أيومي يوشيدا (باليابانية: 吉田歩美، بالروماجي: Yoshida Ayumi) أو كما بالدبلجة العربية إيومي هي إحدى الشخصيات في مانغا وأنمي المحقق كونان من تأليف ورسم غوشو أوياما. طالبة في الصف الأول الشعبة "ب" في ابتدائية تيتان، وعضوة في فريق المتحرين الصغار. يتراوح عمرها بين 6 و7 سنوات. تم تأدية صوتها باللغة اليابانية من قبل يوكيكو إيواي.